# Aptesis scotica
Aptesis scotica là một loài tò vò trong họ Ichneumonidae.